# 鮑德霍恩 (科羅拉多州)
鮑德霍恩（英語：Powderhorn）是位於美國科羅拉多州甘尼森縣的一個非建制地區。該地的面積和人口皆未知。

## 地理
鮑德霍恩的座標為38°16′36″N 107°05′43″W / 38.27667°N 107.09528°W，而該地的平均海拔高度為2458米（即8097英尺）。